# Spirostreptus horridus
Spirostreptus horridus är en mångfotingart som beskrevs av Karsch 1881. Spirostreptus horridus ingår i släktet Spirostreptus och familjen Spirostreptidae. Inga underarter finns listade i Catalogue of Life.